# Secret Story - Casa dos Segredos: Desafio final (3.ª edição)
O Desafio Final 3 do Secret Story - Casa dos Segredos  estreou  no dia 4 de Janeiro de 2015. Transmitido na TVI e produzido pela Endemol Portugal foi novamente apresentado por Teresa Guilherme. Portugal é o terceiro país a nível mundial a ter três edições do formato All-Stars.

## Emissão
| Programa              | Emissão               | Apresentação                                                |
| --------------------- | --------------------- | ----------------------------------------------------------- |
| Diário da Noite       | Segunda a Sábado      | (apenas imagem, sem apresentador)                           |
| Extra                 | Segunda a Sexta       | Isabel Silva                                                |
| Repórteres            | -                     | Isabel Silva, Fanny Rodrigues, Flávio Furtado               |
| Comentadores          | Sexta                 | Marta Cardoso, Fanny Rodrigues, Flávio Furtado e convidados |
| Nomeações e expulsões | Terça / Domingo       | Teresa Guilherme                                            |
| Gala de Expulsão      | Domingo / 21:40-01:00 | Teresa Guilherme                                            |

## Concorrentes

### Da 2.ª edição
Concorrentes da 2.ª edição escolhidos pela Voz
- Cátia - foi também vencedora do Desafio Final 1
- Carlos - foi também finalista do Desafio Final 1
- Marco - foi também finalista do Desafio Final 1
- Ricardo - foi também finalista do Desafio Final 1
- Paulo - a partir do dia 1 de fevereiro

### Da 3.ª edição
Concorrentes da 3.ª edição escolhidos pela Voz
- Fábio - foi também concorrente do Desafio Final 2
- Wilson - foi também concorrente do Desafio Final 1
- Jéssica - foi também finalista do Desafio Final 2 (a partir de 11 de Janeiro)
- Cláudio - foi também concorrente Desafio Final 1 e do Desafio Final 2 (a partir de 18 de Janeiro)
- Cátia Marisa - a partir de 26 de Janeiro
- Alexandra - foi também concorrente do Desafio Final 1 e Desafio Final 2 (a partir de 1 de Fevereiro)
- Joana P. - foi também concorrente do Desafio Final 1 (a partir de 8 de Fevereiro)

### Da 4.ª edição
Concorrentes da 4.ª edição escolhidos pela Voz (ou pelos concorrentes da 5ª edição e pelos finalistas da 4.ª edição)
- Érica - foi também vencedora do Desafio Final 2
- Sofia
- Diogo
- Tierry - foi também finalista do Desafio Final 2
- Luís
- Joana L. - foi também concorrente do Desafio Final 2
- Débora - foi também finalista do Desafio Final 2 (a partir de 11 de Janeiro)
- João - foi também finalista do Desafio Final 2 (a partir de 13 de Janeiro)
- Diana (a partir de 18 de Janeiro)

### Da 5.ª edição
Concorrentes da 5.ª edição escolhidos pela Voz (ou pelos concorrentes da 5.ª edição e pelos finalistas da 4.ª edição)
- Vânia
- Cristiana
- Pedro
- Odin
- Liliana
- Fernando
- Daniel (a partir de 8 de janeiro)

## Convidados especiais
Os convidados não estão habilitados aos prémios, não podem nomear nem ser nomeados. Podem abandonar a casa a qualquer momento.
- Zé-Zé Camarinha - concorrente do Big Brother VIP
- Dr. Quintino Aires
- Gustavo Santos - concorrente do Big Brother Famosos 2
- Melão - concorrente do Big Brother Famosos 2
- Edmundo Vieira - concorrente do Big Brother VIP

## Entradas e eliminações
| Classificação | Classificação | Classificação          | Classificação          | Classificação           | Classificação | Classificação |
| #             | Concorrente   | Origem                 | Entrada                | Saída                   | Nomeações     | Total votos   |
| ------------- | ------------- | ---------------------- | ---------------------- | ----------------------- | ------------- | ------------- |
| 1             | Sofia         | Barreiro               | 4 de Janeiro de 2015   | 22 de Fevereiro de 2015 | 4             | -             |
| 2             | Cristiana     | Seixal                 | 4 de Janeiro de 2015   | 22 de Fevereiro de 2015 | 7             | -             |
| 3             | Wilson        | Lisboa                 | 4 de Janeiro de 2015   | 22 de Fevereiro de 2015 | 3             | -             |
| 4             | Carlos        | Maia                   | 4 de Janeiro de 2015   | 22 de Fevereiro de 2015 | 5             | -             |
| 5             | Luís          | Elvas                  | 4 de Janeiro de 2015   | 22 de Fevereiro de 2015 | 3             | -             |
| 6             | Cátia         | Portimão               | 4 de Janeiro de 2015   | 20 de Fevereiro de 2015 | 4             | -             |
| 7             | Débora        | Olhão                  | 11 de Janeiro de 2015  | 19 de Fevereiro de 2015 | 3             | -             |
| 8             | Paulo         | Lisboa                 | 1 de Fevereiro de 2015 | 18 de Fevereiro de 2015 | 2             | -             |
| 9             | Joana L.      | Vila Franca de Xira    | 4 de Janeiro de 2015   | 17 de Fevereiro de 2015 | 2             | -             |
| 10            | Alexandra     | Porto                  | 1 de Fevereiro de 2015 | 16 de Fevereiro de 2015 | 1             | -             |
| 11            | Joana P.      | Maia                   | 8 de Fevereiro de 2015 | 15 de Fevereiro de 2015 | -             | -             |
| 12            | Diana         | Vila Real              | 18 de Janeiro de 2015  | 15 de Fevereiro de 2015 | 2             | -             |
| 13            | Érica         | Ribeira Brava          | 4 de Janeiro de 2015   | 8 de Fevereiro de 2015  | 2             | -             |
| 14            | Marco         | Amadora                | 4 de Janeiro de 2015   | 1 de Fevereiro de 2015  | -             | -             |
| 15            | Jéssica       | Almada                 | 11 de Janeiro de 2015  | 1 de Fevereiro de 2015  | -             | -             |
| 16            | Cátia Marisa  | São Mamede de Infesta  | 26 de Janeiro de 2015  | 1 de Fevereiro de 2015  | -             | -             |
| 17            | Diogo         | Sesimbra               | 4 de Janeiro de 2015   | 27 de Janeiro de 2015   | 1             | -             |
| 19            | João          | Matosinhos             | 13 de Janeiro de 2015  | 27 de Janeiro de 2015   | -             | -             |
| 19            | Cláudio       | Vila Nova de Gaia      | 18 de Janeiro de 2015  | 27 de Janeiro de 2015   | -             | -             |
| 20            | Vânia         | Paços de Ferreira      | 4 de Janeiro de 2015   | 25 de Janeiro de 2015   | -             | -             |
| 21            | Liliana       | Sesimbra               | 4 de Janeiro de 2015   | 18 de Janeiro de 2015   | 2             | -             |
| 22            | Fábio         | Porto                  | 4 de Janeiro de 2015   | 18 de Janeiro de 2015   | 1             | -             |
| 23            | Daniel        | Oeiras                 | 8 de Janeiro de 2015   | 13 de Janeiro de 2015   | 1             | -             |
| 24            | Ricardo       | Vila Franca do Rosário | 4 de Janeiro de 2015   | 11 de Janeiro de 2015   | 1             | -             |
| 25            | Pedro         | Vila Viçosa            | 4 de Janeiro de 2015   | 11 de Janeiro de 2015   | -             | -             |
| 26            | Tierry        | Sintra                 | 4 de Janeiro de 2015   | 8 de Janeiro de 2015    | -             | -             |
| 28            | Odin          | Coimbra                | 4 de Janeiro de 2015   | 6 de Janeiro de 2015    | 1             | -             |
| 28            | Fernando      | Santo Tirso            | 4 de Janeiro de 2015   | 6 de Janeiro de 2015    | 1             | -             |

Legenda
|  |                    |
|  | Vencedor/a         |
|  | Eliminado/a        |
|  | Desistiu           |
|  | Convidado/a        |
|  | Expulso/a pela Voz |
|  | Trocado/a pela Voz |
|  | Finalista          |

Observação: os convidados e concorrentes eliminados ou expulsos são ordenados por data de saída. No caso de expulsões múltiplas a ordenação é feita de acordo com a percentagem de votos do público recebidos.

## Nomeações e expulsões
|              | Semana 1                                  | Semana 1                                 | Semana 2                                    | Semana 2                                   | Semana 3                               | Semana 4                                                          | Semana 5                               | Semana 6                                                       | Semana 6                                     | Semana 7                                 | Semana 7                                                   | Semana 7             | Semana 7                | Semana 7                 | Semana 7             | Semana 7                | Semana 7 |
| Dia 1        | Dia 3                                     | Dia 8                                    | Dia 10                                      | Dia 38                                     | Semana 3                               | Semana 4                                                          | Semana 5                               | Dia 42                                                         | Dia 43                                       | Dia 44                                   | Dia 45                                                     | Dia 46               | Dia 47                  | Final                    | Final                |                         |          |
| ------------ | ----------------------------------------- | ---------------------------------------- | ------------------------------------------- | ------------------------------------------ | -------------------------------------- | ----------------------------------------------------------------- | -------------------------------------- | -------------------------------------------------------------- | -------------------------------------------- | ---------------------------------------- | ---------------------------------------------------------- | -------------------- | ----------------------- | ------------------------ | -------------------- | ----------------------- | -------- |
| Sofia        | Não Elegível                              | Salva                                    | Marco                                       | Não Elegível                               | Joana                                  | Cátia                                                             | Diana Joana                            | Wilson Luís Wilson                                             | Joana P.                                     | Salva                                    | Joana D. Cristiana                                         | Imune                | Cristiana               | Nomeada                  | Vencedora (Dia 50)   | Vencedora (Dia 50)      |          |
| Cristiana    | Não Elegível                              | Fábio                                    | Nomeada                                     | Nomeada                                    | Quarto Secreto                         | Nomeada                                                           | Érica Débora                           | Alexandra Alexandra                                            | Alexandra                                    | Salva                                    | Joana D. Débora                                            | Imune                | Débora                  | Nomeada                  | 2º lugar (Dia 50)    | 2º lugar (Dia 50)       |          |
| Wilson       | Não Elegível                              | Sofia                                    | Nomeado                                     | Liliana Cátia                              | Érica                                  | Luís Cristiana                                                    | Érica Sofia                            | Sofia Paulo Débora                                             | Joana P.                                     | Salvo                                    | Sofia                                                      | Paulo                | Imune                   | Nomeado                  | 3º lugar (Dia 50)    | 3º lugar (Dia 50)       |          |
| Carlos       | Nomeado                                   | Ricardo                                  | Marco                                       | Joana                                      | Vânia                                  | Nomeado pela Voz                                                  | Diana Sofia                            | Sofia Débora                                                   | Alexandra                                    | Nomeado pela Voz                         | Sofia                                                      | Luís                 | Imune                   | Nomeado                  | 4º lugar (Dia 50)    | 4º lugar (Dia 50)       |          |
| Luís         | Não Elegível                              | Sofia                                    | Cristiana                                   | Liliana Sofia                              | Érica                                  | Salvo                                                             | Érica Sofia                            | Sofia Paulo Cristiana                                          | Joana P.                                     | Salvo                                    | Sofia                                                      | Paulo                | Imune                   | Nomeado                  | 5º lugar (Dia 50)    | 5º lugar (Dia 50)       |          |
| Cátia        | Não Elegível                              | Sofia                                    | Marco                                       | Nomeada                                    | Sofia                                  | Salva                                                             | Diana Débora                           | Wilson Diana Wilson                                            | Joana P.                                     | Salva                                    | Débora                                                     | Imune                | Débora                  | Nomeada                  | Eliminada (Dia 48)   | Eliminada (Dia 48)      |          |
| Débora       | Entrou (Dia 8)                            | Entrou (Dia 8)                           | Cristiana                                   | Imune                                      | Imune                                  | Nomeada                                                           | Érica Cristiana                        | Cátia Cristiana                                                | Joana P.                                     | Nomeada pela Voz                         | Cristiana Cátia                                            | Imune                | Cristiana               | Eliminada (Dia 47)       | Eliminada (Dia 47)   | Eliminada (Dia 47)      |          |
| Paulo        | Entrou (Dia 29)                           | Entrou (Dia 29)                          | Entrou (Dia 29)                             | Entrou (Dia 29)                            | Entrou (Dia 29)                        | Entrou (Dia 29)                                                   | Diana Joana                            | Diana Joana D.                                                 | Alexandra                                    | Salvo                                    | Sofia                                                      | Luís                 | Eliminado (Dia 46)      | Eliminado (Dia 46)       | Eliminado (Dia 46)   | Eliminado (Dia 46)      |          |
| Joana L.     | 1                                         | 1                                        | 1                                           | Não Elegível                               | Érica                                  | Luís Débora                                                       | Érica Sofia                            | Sofia Paulo Cristiana                                          | Joana P.                                     | Salva                                    | Cátia                                                      | Eliminada (Dia 45)   | Eliminada (Dia 45)      | Eliminada (Dia 45)       | Eliminada (Dia 45)   | Eliminada (Dia 45)      |          |
| Alexandra    | Entrou (Dia 29)                           | Entrou (Dia 29)                          | Entrou (Dia 29)                             | Entrou (Dia 29)                            | Entrou (Dia 29)                        | Entrou (Dia 29)                                                   | Érica Cristiana                        | Cristiana                                                      | Nomeada                                      | Nomeada pela Voz                         | Eliminada (Dia 44)                                         | Eliminada (Dia 44)   | Eliminada (Dia 44)      | Eliminada (Dia 44)       | Eliminada (Dia 44)   | Eliminada (Dia 44)      |          |
| Joana P.     | Entrou (Dia 36)                           | Entrou (Dia 36)                          | Entrou (Dia 36)                             | Entrou (Dia 36)                            | Entrou (Dia 36)                        | Entrou (Dia 36)                                                   | Entrou (Dia 36)                        | Sofia Diana Cristiana                                          | Nomeada                                      | Expulsa (Dia 43)                         | Expulsa (Dia 43)                                           | Expulsa (Dia 43)     | Expulsa (Dia 43)        | Expulsa (Dia 43)         | Expulsa (Dia 43)     | Expulsa (Dia 43)        |          |
| Diana        | Entrou (Dia 15)                           | Entrou (Dia 15)                          | Entrou (Dia 15)                             | Entrou (Dia 15)                            | Imune                                  | Débora                                                            | Érica Sofia                            | Cátia Paulo Alexandra                                          | Eliminada (Dia 43)                           | Eliminada (Dia 43)                       | Eliminada (Dia 43)                                         | Eliminada (Dia 43)   | Eliminada (Dia 43)      | Eliminada (Dia 43)       | Eliminada (Dia 43)   | Eliminada (Dia 43)      |          |
| Érica        | Não Elegível                              | Fábio                                    | Marco                                       | Imune                                      | Joana                                  | Cátia                                                             | Diana Joana                            | Eliminada (Dia 36)                                             | Eliminada (Dia 36)                           | Eliminada (Dia 36)                       | Eliminada (Dia 36)                                         | Eliminada (Dia 36)   | Eliminada (Dia 36)      | Eliminada (Dia 36)       | Eliminada (Dia 36)   | Eliminada (Dia 36)      |          |
| Marco        | Não Elegível                              | Sofia                                    | Salvo                                       | Cristiana                                  | Sofia                                  | Cátia                                                             | Substituído (Dia 29)                   | Substituído (Dia 29)                                           | Substituído (Dia 29)                         | Substituído (Dia 29)                     | Substituído (Dia 29)                                       | Substituído (Dia 29) | Substituído (Dia 29)    | Substituído (Dia 29)     | Substituído (Dia 29) | Substituído (Dia 29)    |          |
| Jéssica      | Entrou (Dia 8)                            | Entrou (Dia 8)                           | Marco                                       | Imune                                      | Imune                                  | Nomeada pela Voz                                                  | Eliminada (Dia 29)                     | Eliminada (Dia 29)                                             | Eliminada (Dia 29)                           | Eliminada (Dia 29)                       | Eliminada (Dia 29)                                         | Eliminada (Dia 29)   | Eliminada (Dia 29)      | Eliminada (Dia 29)       | Eliminada (Dia 29)   | Eliminada (Dia 29)      |          |
| Cátia Marisa | Entrou (Dia 22)                           | Entrou (Dia 22)                          | Entrou (Dia 22)                             | Entrou (Dia 22)                            | Entrou (Dia 22)                        | Luís Cristiana                                                    | Substituída (Dia 29)                   | Substituída (Dia 29)                                           | Substituída (Dia 29)                         | Substituída (Dia 29)                     | Substituída (Dia 29)                                       | Substituída (Dia 29) | Substituída (Dia 29)    | Substituída (Dia 29)     | Substituída (Dia 29) | Substituída (Dia 29)    |          |
| Diogo        | Nomeado                                   | Sofia                                    | Marco                                       | Cristiana                                  | Vânia                                  | Desistiu (Dia 24)                                                 | Desistiu (Dia 24)                      | Desistiu (Dia 24)                                              | Desistiu (Dia 24)                            | Desistiu (Dia 24)                        | Desistiu (Dia 24)                                          | Desistiu (Dia 24)    | Desistiu (Dia 24)       | Desistiu (Dia 24)        | Desistiu (Dia 24)    | Desistiu (Dia 24)       |          |
| Cláudio      | Entrou (Dia 15)                           | Entrou (Dia 15)                          | Entrou (Dia 15)                             | Entrou (Dia 15)                            | Cátia                                  | Expulso (Dia 24)                                                  | Expulso (Dia 24)                       | Expulso (Dia 24)                                               | Expulso (Dia 24)                             | Expulso (Dia 24)                         | Expulso (Dia 24)                                           | Expulso (Dia 24)     | Expulso (Dia 24)        | Expulso (Dia 24)         | Expulso (Dia 24)     | Expulso (Dia 24)        |          |
| João         | Entrou (Dia 10)                           | Entrou (Dia 10)                          | Entrou (Dia 10)                             | Entrou (Dia 10)                            | Joana                                  | Expulso (Dia 24)                                                  | Expulso (Dia 24)                       | Expulso (Dia 24)                                               | Expulso (Dia 24)                             | Expulso (Dia 24)                         | Expulso (Dia 24)                                           | Expulso (Dia 24)     | Expulso (Dia 24)        | Expulso (Dia 24)         | Expulso (Dia 24)     | Expulso (Dia 24)        |          |
| Vânia        | Não Elegível                              | Ricardo                                  | Wilson                                      | Quarto Secreto                             | Sofia                                  | Eliminada (Dia 22)                                                | Eliminada (Dia 22)                     | Eliminada (Dia 22)                                             | Eliminada (Dia 22)                           | Eliminada (Dia 22)                       | Eliminada (Dia 22)                                         | Eliminada (Dia 22)   | Eliminada (Dia 22)      | Eliminada (Dia 22)       | Eliminada (Dia 22)   | Eliminada (Dia 22)      |          |
| Liliana      | Não Elegível                              | Nomeada                                  | Não Elegível                                | Nomeada                                    | Eliminada (Dia 15)                     | Eliminada (Dia 15)                                                | Eliminada (Dia 15)                     | Eliminada (Dia 15)                                             | Eliminada (Dia 15)                           | Eliminada (Dia 15)                       | Eliminada (Dia 15)                                         | Eliminada (Dia 15)   | Eliminada (Dia 15)      | Eliminada (Dia 15)       | Eliminada (Dia 15)   | Eliminada (Dia 15)      |          |
| Fábio        | Não Elegível                              | Nomeado                                  | Não Elegível                                | Cátia                                      | Substituído (Dia 15)                   | Substituído (Dia 15)                                              | Substituído (Dia 15)                   | Substituído (Dia 15)                                           | Substituído (Dia 15)                         | Substituído (Dia 15)                     | Substituído (Dia 15)                                       | Substituído (Dia 15) | Substituído (Dia 15)    | Substituído (Dia 15)     | Substituído (Dia 15) | Substituído (Dia 15)    |          |
| Daniel       | Entrou (Dia 3)                            | Entrou (Dia 3)                           | Nomeado                                     | Eliminado (Dia 10)                         | Eliminado (Dia 10)                     | Eliminado (Dia 10)                                                | Eliminado (Dia 10)                     | Eliminado (Dia 10)                                             | Eliminado (Dia 10)                           | Eliminado (Dia 10)                       | Eliminado (Dia 10)                                         | Eliminado (Dia 10)   | Eliminado (Dia 10)      | Eliminado (Dia 10)       | Eliminado (Dia 10)   | Eliminado (Dia 10)      |          |
| Ricardo      | Não Elegível                              | Nomeado                                  | Eliminado (Dia 8)                           | Eliminado (Dia 8)                          | Eliminado (Dia 8)                      | Eliminado (Dia 8)                                                 | Eliminado (Dia 8)                      | Eliminado (Dia 8)                                              | Eliminado (Dia 8)                            | Eliminado (Dia 8)                        | Eliminado (Dia 8)                                          | Eliminado (Dia 8)    | Eliminado (Dia 8)       | Eliminado (Dia 8)        | Eliminado (Dia 8)    | Eliminado (Dia 8)       |          |
| Pedro        | Não Elegível                              | Sofia                                    | Substituído (Dia 8)                         | Substituído (Dia 8)                        | Substituído (Dia 8)                    | Substituído (Dia 8)                                               | Substituído (Dia 8)                    | Substituído (Dia 8)                                            | Substituído (Dia 8)                          | Substituído (Dia 8)                      | Substituído (Dia 8)                                        | Substituído (Dia 8)  | Substituído (Dia 8)     | Substituído (Dia 8)      | Substituído (Dia 8)  | Substituído (Dia 8)     |          |
| Tierry       | Não Elegível                              | Sofia                                    | Substituído (Dia 5)                         | Substituído (Dia 5)                        | Substituído (Dia 5)                    | Substituído (Dia 5)                                               | Substituído (Dia 5)                    | Substituído (Dia 5)                                            | Substituído (Dia 5)                          | Substituído (Dia 5)                      | Substituído (Dia 5)                                        | Substituído (Dia 5)  | Substituído (Dia 5)     | Substituído (Dia 5)      | Substituído (Dia 5)  | Substituído (Dia 5)     |          |
| Odin         | Nomeado                                   | Eliminado (Dia 3)                        | Eliminado (Dia 3)                           | Eliminado (Dia 3)                          | Eliminado (Dia 3)                      | Eliminado (Dia 3)                                                 | Eliminado (Dia 3)                      | Eliminado (Dia 3)                                              | Eliminado (Dia 3)                            | Eliminado (Dia 3)                        | Eliminado (Dia 3)                                          | Eliminado (Dia 3)    | Eliminado (Dia 3)       | Eliminado (Dia 3)        | Eliminado (Dia 3)    | Eliminado (Dia 3)       |          |
| Fernando     | Nomeado                                   | Eliminado (Dia 3)                        | Eliminado (Dia 3)                           | Eliminado (Dia 3)                          | Eliminado (Dia 3)                      | Eliminado (Dia 3)                                                 | Eliminado (Dia 3)                      | Eliminado (Dia 3)                                              | Eliminado (Dia 3)                            | Eliminado (Dia 3)                        | Eliminado (Dia 3)                                          | Eliminado (Dia 3)    | Eliminado (Dia 3)       | Eliminado (Dia 3)        | Eliminado (Dia 3)    | Eliminado (Dia 3)       |          |
|              |                                           |                                          |                                             |                                            |                                        |                                                                   |                                        |                                                                |                                              |                                          |                                                            |                      |                         |                          |                      |                         |          |
| Notas        |                                           |                                          |                                             |                                            |                                        |                                                                   |                                        |                                                                |                                              |                                          |                                                            |                      |                         |                          |                      |                         |          |
| Substituídos | -                                         | Tierry                                   | Pedro                                       | Fábio                                      | -                                      | Cátia M, Marco                                                    |                                        |                                                                |                                              |                                          |                                                            |                      |                         |                          |                      |                         |          |
| Desistências | ---                                       | ---                                      | ---                                         | ---                                        | ---                                    | Diogo                                                             | ---                                    | ---                                                            | ---                                          | ---                                      | ---                                                        | ---                  | ---                     | ---                      | ---                  | ---                     |          |
| Nomeados     | Carlos, Diogo, Fernando, Odin             | Ricardo, Liliana, Fábio                  | Daniel, Wilson, Cristiana                   | Liliana, Cátia, Cristiana                  | Vânia, Érica, Joana                    | Jéssica, Carlos, Débora, Cristiana                                | Érica, Diana, Sofia                    | Cátia, Diana, Paulo, Cristiana                                 | Alexandra, Joana P.                          | Carlos, Alexandra, Débora                | Cátia Débora Joana Sofia                                   | Luís Paulo           | Débora Cristiana        | Todos                    | Finalistas           | Finalistas              |          |
| Eliminado    | Fernando 63% dos votos Odin 18% dos votos | Ricardo 59% dos votos                    | Daniel 51% dos votos                        | Liliana 55% dos votos                      | Vânia 53% dos votos                    | Jéssica 39% dos votos                                             | Érica 73% dos votos                    | Diana 37% dos votos                                            | Joana P. 6 votos dos residentes p/ expulsar  | Alexandra 53% dos votos                  | Joana L. 52% dos votos                                     | Paulo 58% dos votos  | Débora 61% dos votos    | Cátia 2% dos votos       | Luís 10% dos votos   | Carlos 13% dos votos    |          |
| Eliminado    | Fernando 63% dos votos Odin 18% dos votos | Ricardo 59% dos votos                    | Daniel 51% dos votos                        | Liliana 55% dos votos                      | Vânia 53% dos votos                    | Jéssica 39% dos votos                                             | Érica 73% dos votos                    | Diana 37% dos votos                                            | Joana P. 6 votos dos residentes p/ expulsar  | Alexandra 53% dos votos                  | Joana L. 52% dos votos                                     | Paulo 58% dos votos  | Débora 61% dos votos    | Cátia 2% dos votos       | Wilson 16% dos votos | Cristiana 17% dos votos |          |
| Salvo        | Diogo 12% dos votos Carlos 7% dos votos   | Liliana 35% dos votos Fábio 6% dos votos | Wilson 47% dos votos Cristiana 2% dos votos | Cristiana 37% dos votos Cátia 8% dos votos | Érica 46% dos votos Joana 1% dos votos | Cristiana 22% dos votos Carlos 21% dos votos Débora 18% dos votos | Diana 19% dos votos Sofia 8% dos votos | Paulo 29% dos votos Cátia 25% dos votos Cristiana 9% dos votos | Alexandra 3 votos dos residentes p/ expulsar | Carlos 40% dos votos Débora 7% dos votos | Sofia 45% dos votos Débora 2% dos votos Cátia 1% dos votos | Luís 42% dos votos   | Cristiana 39% dos votos | Finalistas 98% dos votos | Sofia 44% dos votos  | Sofia 44% dos votos     |          |

Legenda
     Nomeado/a
     Imune
     Nomeação não aplicável
- Nota 1: Durante este período, Luís e Joana jogaram ao conjunto.

### Votação do público
| Semana | Nomeados                                              | Votação do público                                                                     | Expulsão        |
| ------ | ----------------------------------------------------- | -------------------------------------------------------------------------------------- | --------------- |
| Dia 3  | Carlos (Voz), Diogo (Voz), Fernando (Voz), Odin (Voz) | Fernando (63%), Odin (18%), Diogo (12%), Carlos (7%)                                   | Fernando e Odin |
| Dia 5  | Ricardo, Liliana e Fábio                              | Ricardo (59%), Liliana (35%), Fábio (6%)                                               | Ricardo         |
| Dia 8  | Wilson, Cristiana e Daniel                            | Daniel (51%), Wilson (47%), Cristiana (2%)                                             | Daniel          |
| Dia 10 | Liliana, Cátia e Cristiana                            | Liliana (55%), Cristiana (37%), Cátia (8%)                                             | Liliana         |
| Dia 17 | Vânia, Érica e Joana                                  | Vânia (53%), Érica (46%), Joana (1%)                                                   | Vânia           |
| Dia 24 | Jéssica, Carlos, Débora e Cristiana                   | Jéssica (39%), Cristiana (22%), Carlos (21%), Débora (18%)                             | Jéssica         |
| Dia 31 | Érica, Diana e Sofia                                  | Érica (73%), Diana (19%), Sofia (8%)                                                   | Érica           |
| Dia 38 | Cátia, Diana, Paulo e Cristiana                       | Diana (37%), Paulo (29%), Cátia (25%), Cristiana (9%)                                  | Diana           |
| Dia 43 | Carlos, Alexandra e Débora                            | Alexandra (53%), Carlos (40%), Débora (7%)                                             | Alexandra       |
| Dia 44 | Cátia, Débora, Joana e Sofia                          | Joana (52%), Sofia (45%), Débora (2%), Cátia (1%)                                      | Joana           |
| Dia 45 | Luís e Paulo                                          | Paulo (58%), Luís (42%)                                                                | Paulo           |
| Dia 46 | Débora e Cristiana                                    | Débora (61%), Cristiana (39%)                                                          | Débora          |
| Dia 47 | Sofia, Carlos, Cristiana, Cátia, Wilson e Luís        | Cátia (2%) votos para vencer. Restantes desconhecidas                                  | Cátia           |
| FINAL  | Sofia, Carlos, Cristiana, Wilson e Luís               | Sofia (44% votos para vencer), Cristiana (17%), Wilson (16%), Carlos (13%), Luís (10%) | Finalistas      |

## Rotação dos residentes
| Concorrentes | Dia 1       | Dia 3       | Dia 5       | Dia 8       | Dia 10      | Dia 15      | Dia 22      | Dia 24      | Dia 29      | Dia 36    | Dia 43    | Dia 44    | Dia 45    | Dia 46    | Dia 47    | Dia 48    | Dia 50    |
| ------------ | ----------- | ----------- | ----------- | ----------- | ----------- | ----------- | ----------- | ----------- | ----------- | --------- | --------- | --------- | --------- | --------- | --------- | --------- | --------- |
| Sofia        | Vencedora   | Vencedora   | Vencedora   | Vencedora   | Vencedora   | Vencedora   | Vencedora   | Vencedora   | Vencedora   | Vencedora | Vencedora | Vencedora | Vencedora | Vencedora | Vencedora | Vencedora | Vencedora |
| Cristiana    | 2º lugar    | 2º lugar    | 2º lugar    | 2º lugar    | 2º lugar    | 2º lugar    | 2º lugar    | 2º lugar    | 2º lugar    | 2º lugar  | 2º lugar  | 2º lugar  | 2º lugar  | 2º lugar  | 2º lugar  | 2º lugar  | 2º lugar  |
| Wilson       | 3º lugar    | 3º lugar    | 3º lugar    | 3º lugar    | 3º lugar    | 3º lugar    | 3º lugar    | 3º lugar    | 3º lugar    | 3º lugar  | 3º lugar  | 3º lugar  | 3º lugar  | 3º lugar  | 3º lugar  | 3º lugar  | 3º lugar  |
| Carlos       | 4º lugar    | 4º lugar    | 4º lugar    | 4º lugar    | 4º lugar    | 4º lugar    | 4º lugar    | 4º lugar    | 4º lugar    | 4º lugar  | 4º lugar  | 4º lugar  | 4º lugar  | 4º lugar  | 4º lugar  | 4º lugar  | 4º lugar  |
| Luis         | 5º lugar    | 5º lugar    | 5º lugar    | 5º lugar    | 5º lugar    | 5º lugar    | 5º lugar    | 5º lugar    | 5º lugar    | 5º lugar  | 5º lugar  | 5º lugar  | 5º lugar  | 5º lugar  | 5º lugar  | 5º lugar  | 5º lugar  |
| Cátia        | Eliminada   | Eliminada   | Eliminada   | Eliminada   | Eliminada   | Eliminada   | Eliminada   | Eliminada   | Eliminada   | Eliminada | Eliminada | Eliminada | Eliminada | Eliminada | Eliminada | Eliminada |           |
| Débora       |             |             |             | Eliminada   | Eliminada   | Eliminada   | Eliminada   | Eliminada   | Eliminada   | Eliminada | Eliminada | Eliminada | Eliminada | Eliminada | Eliminada |           |           |
| Paulo        |             |             |             |             |             |             |             |             | Eliminado   | Eliminado | Eliminado | Eliminado | Eliminado | Eliminado |           |           |           |
| Joana L.     | Eliminada   | Eliminada   | Eliminada   | Eliminada   | Eliminada   | Eliminada   | Eliminada   | Eliminada   | Eliminada   | Eliminada | Eliminada | Eliminada | Eliminada |           |           |           |           |
| Alexandra    |             |             |             |             |             |             |             |             | Eliminada   | Eliminada | Eliminada | Eliminada |           |           |           |           |           |
| Joana P.     |             |             |             |             |             |             |             |             |             | Expulsa   | Expulsa   |           |           |           |           |           |           |
| Diana        |             |             |             |             |             | Eliminada   | Eliminada   | Eliminada   | Eliminada   | Eliminada | Eliminada |           |           |           |           |           |           |
| Érica        | Eliminada   | Eliminada   | Eliminada   | Eliminada   | Eliminada   | Eliminada   | Eliminada   | Eliminada   | Eliminada   | Eliminada |           |           |           |           |           |           |           |
| Cátia Marisa |             |             |             |             |             |             | Substituída | Substituída | Substituída |           |           |           |           |           |           |           |           |
| Jéssica      |             |             |             | Eliminada   | Eliminada   | Eliminada   | Eliminada   | Eliminada   | Eliminada   |           |           |           |           |           |           |           |           |
| Marco        | Substituído | Substituído | Substituído | Substituído | Substituído | Substituído | Substituído | Substituído | Substituído |           |           |           |           |           |           |           |           |
| Diogo        | Desistiu    | Desistiu    | Desistiu    | Desistiu    | Desistiu    | Desistiu    | Desistiu    | Desistiu    |             |           |           |           |           |           |           |           |           |
| Cláudio      |             |             |             |             |             | Expulso     | Expulso     | Expulso     |             |           |           |           |           |           |           |           |           |
| João         |             |             |             |             | Expulso     | Expulso     | Expulso     | Expulso     |             |           |           |           |           |           |           |           |           |
| Vânia        | Eliminada   | Eliminada   | Eliminada   | Eliminada   | Eliminada   | Eliminada   | Eliminada   |             |             |           |           |           |           |           |           |           |           |
| Liliana      | Eliminada   | Eliminada   | Eliminada   | Eliminada   | Eliminada   | Eliminada   |             |             |             |           |           |           |           |           |           |           |           |
| Fábio        | Substituído | Substituído | Substituído | Substituído | Substituído | Substituído |             |             |             |           |           |           |           |           |           |           |           |
| Daniel       |             |             | Eliminado   | Eliminado   | Eliminado   |             |             |             |             |           |           |           |           |           |           |           |           |
| Ricardo      | Eliminado   | Eliminado   | Eliminado   | Eliminado   |             |             |             |             |             |           |           |           |           |           |           |           |           |
| Pedro        | Substituído | Substituído | Substituído | Substituído |             |             |             |             |             |           |           |           |           |           |           |           |           |
| Tierry       | Substituído | Substituído | Substituído |             |             |             |             |             |             |           |           |           |           |           |           |           |           |
| Odin         | Eliminado   | Eliminado   |             |             |             |             |             |             |             |           |           |           |           |           |           |           |           |
| Fernando     | Eliminado   | Eliminado   |             |             |             |             |             |             |             |           |           |           |           |           |           |           |           |

## Segredos
- Segredo da Casa - "104501 - Dia da estreia do Desafio Final 3" -  O segredo estava no contador que mostrava o número 104501, que reorganizado corresponde à data da estreia - 04/01/15 - do Desafio Final 3. O segredo foi desvendado no dia 17 de Fevereiro pelo Wilson que ganhou 1 700 € de prémio.

- Segredo da Voz - "Passaporte" -  O segredo foi desvendado no dia 19 de Fevereiro através de uma "sopa de letras" apresentada que formava aquela palavra. Após várias tentativas dos concorrentes foi finalmente descoberto pelo Carlos que ganhou 800 € de prémio.

## Recordes da edição
| Número de concorrentes                         | 28                                                                              |
| Concorrente nunca nomeado(a)                   | Cátia Marisa, Cláudio, Diogo, Joana P., João, Marco, Pedro, Tierry              |
| Concorrente mais vezes nomeado(a)              | Cristiana - 6 nomeações                                                         |
| Concorrente que mais "sobreviveu" às nomeações | Cristiana - "sobreviveu" a 6 nomeações                                          |
| Concorrente mais vezes imune                   | Débora e Jéssica - 2 imunidades                                                 |
| Concorrente eliminado(a) com menor percentagem | Odin - 18% para expulsar, contra 3 concorrentes (numa dupla expulsão)           |
| Concorrente eliminado(a) com maior percentagem | Érica - 73% para expulsar, contra 2 concorrentes                                |
| Nomeado(a) com menor percentagem de voto       | Joana e Cátia - 1% para expulsar, contra 2 concorrentes e contra 3 concorrentes |
| Desistências                                   | 1 - Diogo                                                                       |
| Substituições                                  | 5 - Cátia Marisa, Fábio, Marco, Pedro e Tierry                                  |
| Expulsões                                      | 3 - Cláudio, João e Joana P.                                                    |

## Audiências

### Galas
| # | Dia                              | Espetadores | Rating | Share | Referência |
| - | -------------------------------- | ----------- | ------ | ----- | ---------- |
| 1 | Domingo, 4 de janeiro de 2015    | 1 672 000   | 17,6%  | 42,4% | [ 1 ]      |
| 2 | Domingo, 11 de janeiro de 2015   | 1 368 000   | 14,4%  | 36,7% | [ 2 ]      |
| 3 | Domingo, 18 de janeiro de 2015   | 1 349 000   | 14,2%  | 34,9% | [ 3 ]      |
| 4 | Domingo, 25 de janeiro de 2015   | 1 349 000   | 14,2%  | 34,0% | [ 4 ]      |
| 5 | Domingo, 1 de fevereiro de 2015  | 1 216 000   | 12,8%  | 32,2% | [ 5 ]      |
| 6 | Domingo, 8 de fevereiro de 2015  | 1 206 500   | 12,7%  | 31,9% | [ 6 ]      |
| 7 | Domingo, 15 de fevereiro de 2015 | 1 178 000   | 12,4%  | 29,7% | [ 7 ]      |
| 8 | Domingo, 22 de fevereiro de 2015 | 1 596 000   | 16,8%  | 32,2% | [ 8 ]      |
| - | Média                            | 1 368 000   | 14,4%  | 34,3% | -          |

### Nomeações
| #  | Dia                                    | Espetadores | Rating | Share | Referência |
| -- | -------------------------------------- | ----------- | ------ | ----- | ---------- |
| 1  | Terça-feira, 6 de janeiro de 2015      | 1 482 000   | 15,6%  | 30,6% | [ 9 ]      |
| 2  | Terça-feira, 13 de janeiro de 2015     | 1 292 000   | 13,6%  | 26,8% | [ 10 ]     |
| 3  | Terça-feira, 20 de janeiro de 2015     | 1 368 000   | 14,4%  | 27,8% | [ 11 ]     |
| 4  | Terça-feira, 27 de janeiro de 2015     | 1 330 000   | 14,0%  | 27,7% | [ 12 ]     |
| 5  | Terça-feira, 3 de fevereiro de 2015    | 1 377 500   | 14,5%  | 28,4% | [ 13 ]     |
| 6  | Terça-feira, 10 de fevereiro de 2015   | 1 282 500   | 13,5%  | 26,6% | [ 14 ]     |
| 7  | Segunda.feira, 16 de fevereiro de 2015 | 1 301 500   | 13,7%  | 27,3% | [ 15 ]     |
| 8  | Terça-feira, 17 de fevereiro de 2015   | 1 380 000   | 14,4%  | 27,7% | [ 16 ]     |
| 9  | Quarta-feira, 18 de fevereiro de 2015  | 1 292 000   | 13,6%  | 26,4% | [ 17 ]     |
| 10 | Quinta-feira, 19 de fevereiro de 2015  | 1 292 000   | 13,6%  | 26,9% | [ 18 ]     |
| -  | Média                                  | 1 330 000   | 14,0%  | 27,6% | -          |

Legenda
     Valor mais alto
     Valor mais baixo
     Média